# Crónica de nueve meses
Crónica de nueve meses és una coproducció hispano-italiana de comèdia estrenada el 16 d'agost de 1967, escrita i dirigida per Mariano Ozores i protagonitzada en els papers principals per Gracita Morales, José Luis López Vázquez i Alfredo Landa.

## Sinopsi
La pel·lícula tracta la història de quatre matrimonis que reben la notícia que seran pares. Mercedes es va casar fa set mesos i no sap com donar-li la notícia a Alejandro. Luisa, per més que insisteix, no convenç a Leopoldo que no es tracta d'una nova falsa alarma. Margarita descobreix que a Enrique li interessa més la vida social que la paternitat. Inés no pot sorprendre a Juan: en els últims vuit anys ha tingut sengles fills. Cap de les parelles s'assembla a les altres, però tenen nou mesos per a discutir el nom del bebè, els antulls o quan han d'anar a l'hospital i quan arriba el moment del part, els nervis seran els mateixos per a totes.

## Repartiment
- Gracita Morales com Inés.
- José Luis López Vázquez com Leopoldo.
- María José Alfonso com Mercedes.
- Alfredo Landa com Alejandro.
- Carmen Bernardos com Margarita.
- Alberto Bonucci com Enrique.
- Julieta Serrano com Luisa.
- Franco Ressel com Juan.
- Perla Cristal com a Socorro.
- Luchy Soto com Catalina - mare de Mercedes.
- Guadalupe Muñoz Sampedro
- Luis Morris com Un conductor servicial.
- José Orjas com a Pare de Mercedes.
- María Luisa Ponte com a Dona en l'autobús.
- Mariano Ozores com Crisóstomo - pare d'Alejandro.
- Venancio Muro com Leopoldo - cobrador de l'autobús.
- Pilar de la Torre
- Camino Delgado
- Fernando Sánchez Polack com Eugenio - conductor de 'autobús.
- Nieves Salcedo
- Alfonso del Real com Manolo - el sereno.
- Francisco Matesanz
- Lola Lemos
- Lidia Biondi

## Premis
Als Premis del Sindicat Nacional de l'Espectacle de 1967 va rebre el quart premi, guardonat amb 100.000 pessetes.